# Copa Ciudad de los Reyes
La Copa Ciudad de los Reyes —y por motivos de patrocinio Copa Ciudad de los Reyes Apuesta Total— fue un cuadrangular internacional amistoso organizado por Alianza Lima en 2024. Debido al fuerte vínculo de Alianza Lima con su ciudad, se decidió nombrar al torneo en honor a la ciudad de Lima, cuyo sobrenombre es Ciudad de los Reyes. Se disputó entre el 26 y el 30 de junio en Matute, ubicado en el Distrito de La Victoria de la ciudad de Lima. El campeón fue Atlético Nacional de Colombia.

## Previa
En 2023, la FPF anunció que la Copa Bicentenario no se jugaría más, y que en 2024 crearía una nueva copa nacional que la suplantase. Ante la desidia de la propia FPF para siquiera anunciar que dicha copa no iba a jugarse en el 2024, los equipos de la Liga Profesional de Fútbol decidieron organizar (y aceptar) amistosos por su cuenta. Uno de ellos fue Alianza Lima. A finales del mes de mayo de 2024, tras el final del Torneo Apertura de la Liga1 de Perú, los dirigentes del equipo blanquiazul se contactaron con sus similares de Atlético Nacional, Bolívar y Sporting Cristal para armar este cuadrangular. El 12 de junio de aquel año se anuncia, a través de una canción de hip-hop publicada en las redes sociales de Alianza Lima, que la Copa Ciudad de los Reyes se jugará en Matute entre el 26 y el 30 de junio.

## Desarrollo del torneo
En el campeonato participaron cuatro equipos. El torneo se disputó en dos llaves de semifinales a partido único, en las que el ganador de cada llave clasificaría a la final, mientras que el perdedor iría a un partido de desempate para ver quién quedaba con el tercer puesto. No hubo límite de cambios por equipo en los partidos. En caso de empate en los 90 min. reglamentarios, los equipos irían a una tanda de penales para definir quién clasificaba en la llave. Los jugadores que hubieran recibido una tarjeta roja quedarían inhabilitados para el segundo partido de su equipo. El campeón del torneo se llevó un premio de 80 000 dólares estadounidenses, el subcampeón 40 000 dólares estadounidenses, y los equipos en el tercer y cuarto puesto 20 000 dólares estadounidenses c/u.
| Equipos participantes |

| Club              | País     | Entrenador         | Ciudad   |
| ----------------- | -------- | ------------------ | -------- |
| Alianza Lima      | Perú     | Alejandro Restrepo | Lima     |
| Sporting Cristal  | Perú     | Hubert Bodhert     | Lima     |
| Atlético Nacional | Colombia | Pablo Repetto      | Medellín |
| Bolívar           | Bolivia  | Pablo Peirano      | La Paz   |

| Partidos del torneo |

Las llaves para la disputa del torneo se sortearon el 13 de junio del 2024, así como la fecha y hora de cada partido. El sorteo fue transmitido por las redes sociales de Alianza Lima. Si un partido finalizaba empatado, se definía el clasificado con tiros desde el punto penal.
El partido por la definición del tercer lugar y el partido por la final se jugaron el mismo día (30 de junio). El partido por el tercer lugar debía jugarse antes que el partido de la final; sin embargo, el organizador Alianza Lima decidió invertir el orden de los partidos, con lo cual primero se jugaría el partido por la final y después el partido por el tercer lugar. Pero el haber hecho este cambio, trajo varias críticas.
El partido por el tercer puesto entre Alianza Lima y Sporting Cristal terminó empatado 1 a 1 y el tercer lugar debió haberse definido mediante los penales, pero ambos equipos acordaron no jugar los penales y compartir el tercer lugar.
|  | Semifinales       | Semifinales       |              |   | Final | Final |
|  |                   |                   |              |   |       |       |
|  | 26 de junio       |                   |              |   |       |       |
|  |                   |                   |              |   |       |       |
|  | Alianza Lima      | 2                 |              |   |       |       |
|  | Alianza Lima      | 2                 | 30 de junio  |   |       |       |
|  | Bolívar           | 3                 |              |   |       |       |
|  | Bolívar           | 3                 | Bolívar      | 0 |       |       |
|  | 27 de junio       |                   | Bolívar      | 0 |       |       |
|  |                   | Atlético Nacional | 2            |   |       |       |
|  | Sporting Cristal  | Atlético Nacional | 2            | 1 |       |       |
|  | Sporting Cristal  |                   |              | 1 |       |       |
|  | Atlético Nacional | 3                 |              |   |       |       |
|  | Atlético Nacional | 3                 | Tercer lugar |   |       |       |
|  |                   |                   |              |   |       |       |
|  | 30 de junio       |                   |              |   |       |       |
|  |                   |                   |              |   |       |       |
|  | Alianza Lima      | 1                 |              |   |       |       |
|  | Alianza Lima      | 1                 |              |   |       |       |
|  | Sporting Cristal  | 1                 |              |   |       |       |

|                           |
|                           |
| Bandera de Colombia       |
| Campeón Atlético Nacional |
| 1.er título               |

### Fechas y horas
- Las horas se rigen de acuerdo a la hora del Perú.

Primera semifinal
26 de junio del 2024, 8:00 p. m. — Alianza Lima   vs.   Bolívar
Segunda semifinal
27 de junio del 2024, 8:00 p. m. — Sporting Cristal   vs.   Atlético Nacional
Final
30 de junio del 2024, 11:00 a. m. — Bolívar   vs.   Atlético Nacional
Tercer lugar
30 de junio del 2024, 4:30 p. m. — Alianza Lima   vs.   Sporting Cristal